# Stöpsjön (Lysviks socken, Värmland)
Stöpsjön är en sjö i Sunne kommun och Torsby kommun i Värmland och ingår i Göta älvs huvudavrinningsområde. Sjön är 9,5 meter djup, har en yta på 0,526 kvadratkilometer och befinner sig 297,1 meter över havet. Sjön avvattnas av vattendraget Stöpälven.

## Delavrinningsområde
Stöpsjön ingår i det delavrinningsområde (666096-134193) som SMHI kallar för Ovan Sågbäcken. Medelhöjden är 304 meter över havet och ytan är 13,2 kvadratkilometer. Det finns inga avrinningsområden uppströms utan avrinningsområdet är högsta punkten. Stöpälven som avvattnar avrinningsområdet har biflödesordning 3, vilket innebär att vattnet flödar genom totalt 3 vattendrag innan det når havet efter 345 kilometer. Avrinningsområdet består mestadels av skog (73 procent) och sankmarker (19 procent). Avrinningsområdet har 0,57 kvadratkilometer vattenytor vilket ger det en sjöprocent på 4,3 procent.